# Howard Malcolm Dow
Howard Malcolm Dow (Boston, 11 de maig de 1837 - 12 de juny de 1912) fou un musicògraf i organista estatunidenc.
Estudià cant i solfeig amb el professor G. D. Russell, orgue amb A. U. Hayter, piano amb H. Leonhard i composició amb G. F. Suck. Durant més de cinquanta anys fou organista de diverses esglésies i centres maçònics.
Entre altres obres deixà:
- Tha Masonic Orpheus;
- Sacred Quarttetes;
- Responses and Sentences for Church Service;
- The Sacred Orpheus;

I la música de nombrosos cants populars, distingint-se sobretot I Cannot Always Trace the Way.